# Biópsia endometrial

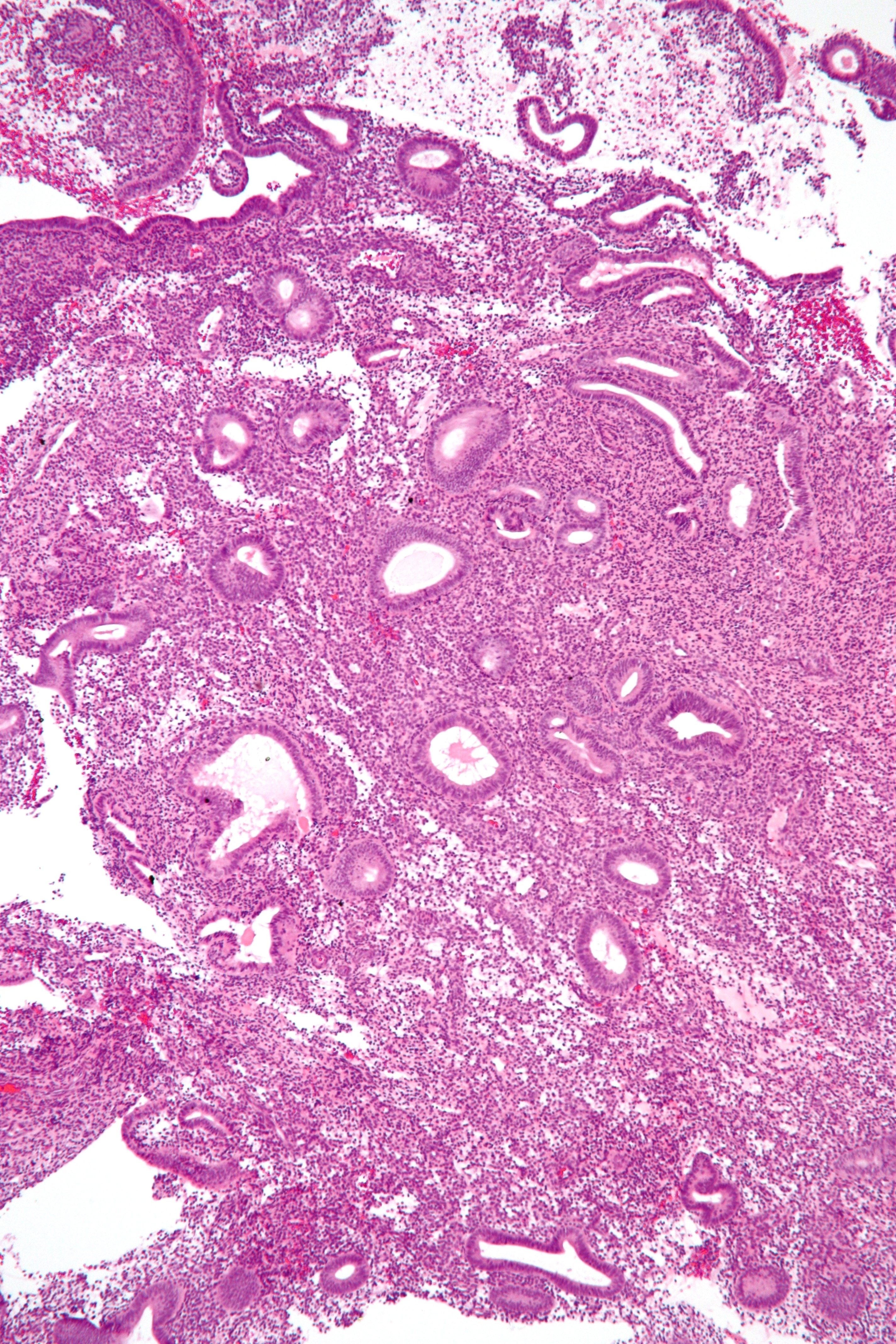
Imagem histológica de biópsia endometrial

A biópsia endometrial é um procedimento médico que envolve a colecta de uma amostra de tecido do revestimento do útero. O tecido é posteriormente submetido a uma avaliação histológica que auxilia o médico na formação de um diagnóstico.

## Contra-indicações
O procedimento não é indicado durante a gravidez. Portanto, as mulheres em idade reprodutiva podem precisar de um teste de gravidez antes de fazer uma biópsia para garantir que o teste não seja feito durante a gravidez. Outras contra-indicações são doença inflamatória pélvica e coagulopatias.

## Riscos
Embora o procedimento seja geralmente considerado seguro, cãibras ou dores pélvicas são um efeito colateral comum, embora de curta duração. Após o procedimento, o paciente pode apresentar algum sangramento. Uma perfuração uterina ou infecção são complicações raras.